# Jami' al-tawarikh

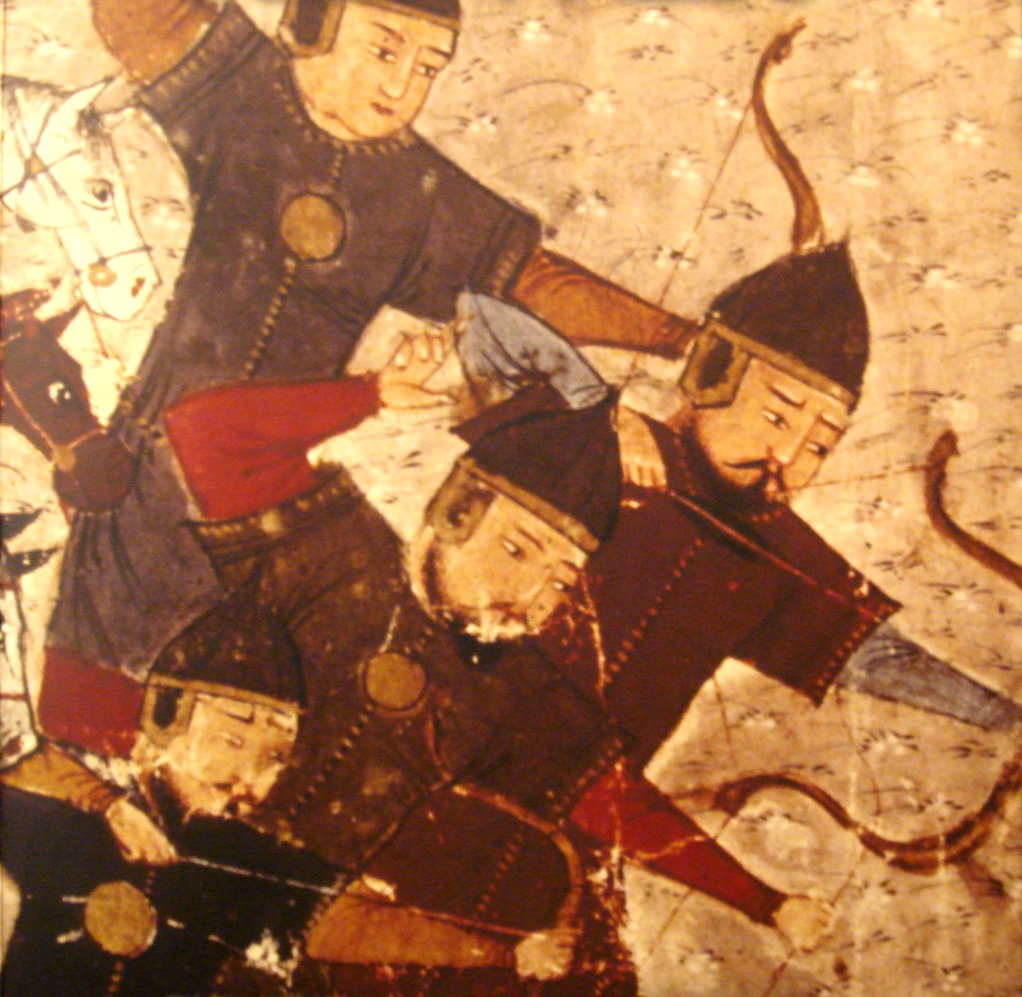
Soldati mongoli, in Jami al-tawarikh di Rashīd al-Dīn Hamadānī, 1305-1306.

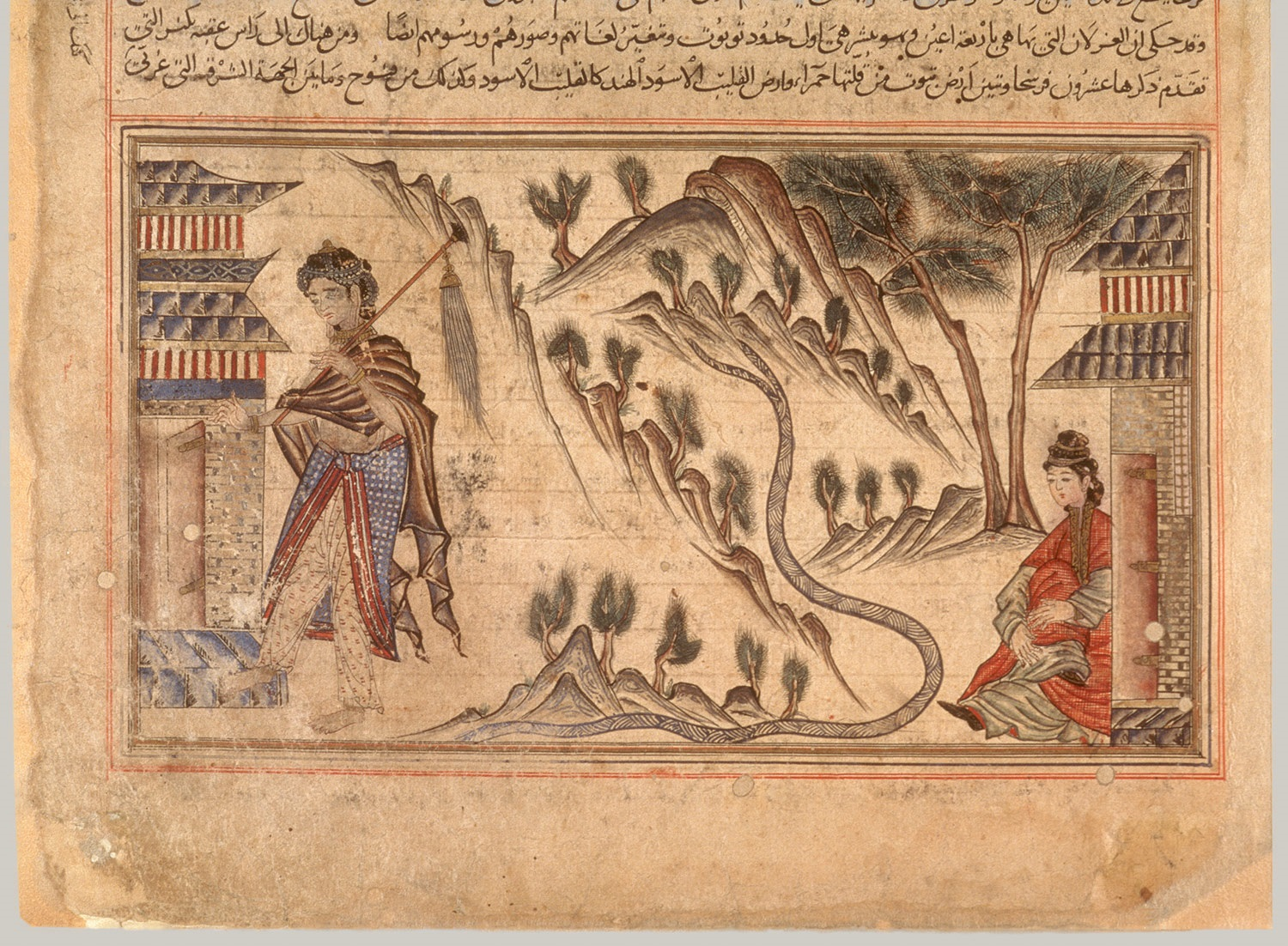
Montagne tra India e Cina, Collezione Khalili di arte islamica

Il Jāmiʿ al-tawārīkh (persiano/arabo: جامع التواريخ‎ , letteralmente Compendio delle cronache) è un'opera di letteratura e storia, prodotta nell'Ilkhanato mongolo. Scritto da Rashīd al-Dīn Hamadānī (1247–1318) all'inizio del XIV secolo, l'ampiezza della copertura dell'opera ha fatto sì che venisse chiamata «la prima storia del mondo». Era composto da volumi e redatto in due versioni, una araba e l'altra persiana.
Le parti superstiti ammontano a circa 400 pagine dell'opera originale. L'opera descrive culture e grandi eventi della storia mondiale dalla Cina all'Europa; inoltre, copre la storia mongola, come un modo per stabilire la loro eredità culturale. Le ricche illustrazioni e la calligrafia richiesero gli sforzi di centinaia di scribi e artisti, con l'intento di crearne due nuove copie (una in persiano e una in arabo) ogni anno e distribuirle alle scuole e alle città intorno all'Ilkhanato, nel Medio Oriente, Asia centrale, Anatolia e subcontinente indiano. Durante la vita di Rashid al-Din vennero realizzate 20 copie illustrate dell'opera ma rimangono solo poche parti e il testo completo non è sopravvissuto. La copia più antica conosciuta è una versione araba, la cui metà è andata perduta, ma una serie di pagine si trovano attualmente nella Collezione Khalili di arte islamica, comprendente 59 fogli del secondo volume dell'opera. Un'altra serie di pagine, con 151 fogli dello stesso volume, è di proprietà della Biblioteca universitaria di Edimburgo. Due copie persiane, della prima generazione di manoscritti, sopravvivono nella Biblioteca del Palazzo di Topkapı a Istanbul. I primi manoscritti illustrati rappresentano "uno dei più importanti esempi sopravvissuti di arte ilkhanide in qualsiasi mezzo", e sono il più grande corpo sopravvissuto dei primi esempi della miniatura persiana.

## Contenuti

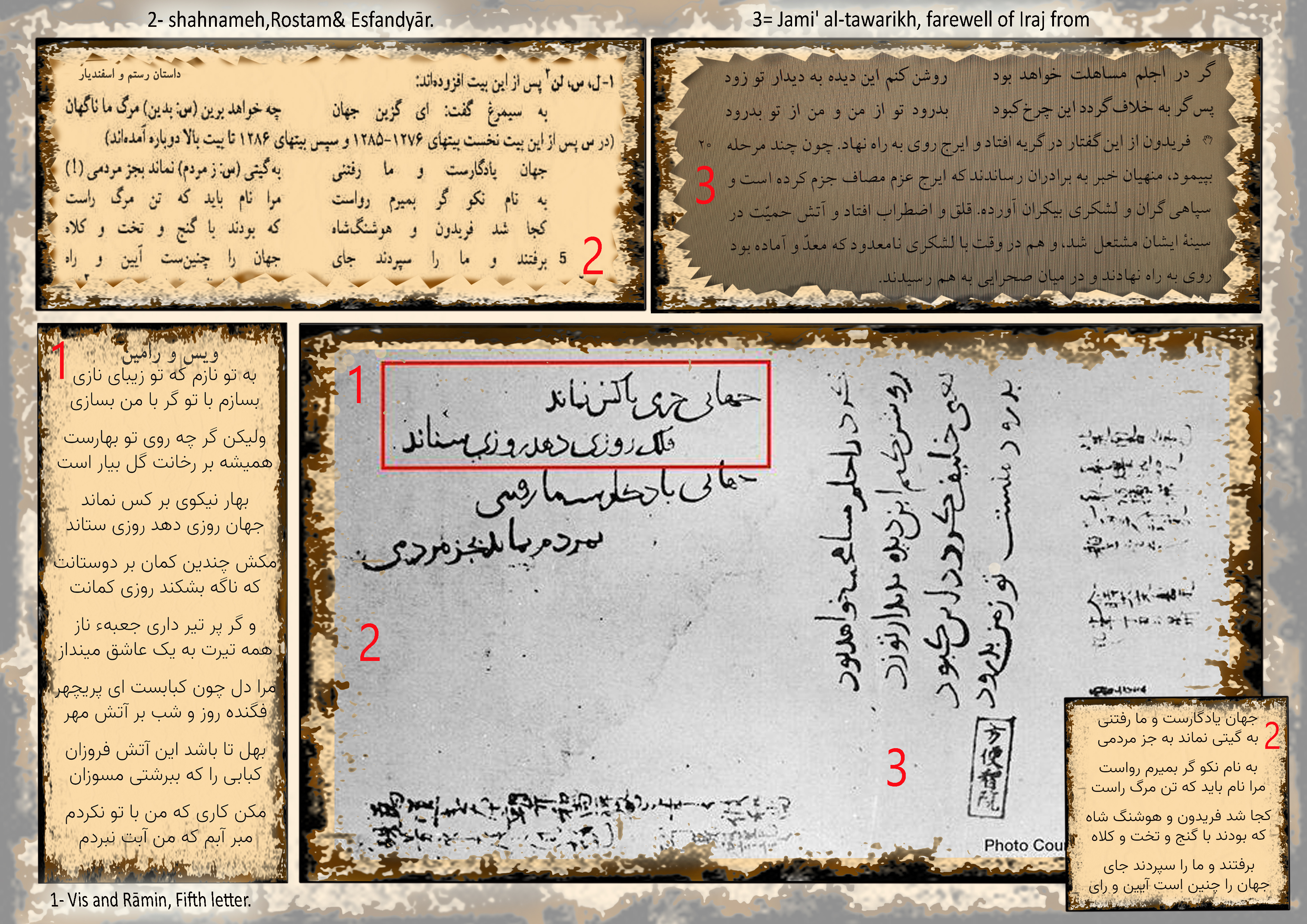
Manoscritto persiano in Giappone 1217, versi da "jami al tawarikh"

Il Jāmiʿ al-tawārīkh è costituito da quattro sezioni principali di diversa lunghezza:
1. Il Taʾrīkh-ī Ghazānī, la parte più estesa, che comprende:
  - Le tribù mongole e turche: la loro storia, genealogie e leggende
  - La storia dei mongoli da Gengis Khan fino alla morte di Maḥmūd Ghāzān
2. La seconda parte comprende:
  - La storia del regno di Öljaitü fino al 1310 (nessuna copia conosciuta)
  - La storia dei popoli non mongoli dell'Eurasia (una storia universale dal tempo della creazione, a seguito dell'organizzazione del lavoro dello storico abbaside al-Tabari nella sua Storia dei profeti e dei re, spesso indicata come Storia di at-Tabari, e alla storia musulmana di Qazi Beiza'i nel Neẓām al-tawārīkh:
    - Adamo e i patriarchi
    - i re dell'Iran pre-islamico
    - Maometto e i Califfi (Rashidun, Omayyadi, Abbasidi e Fatimidi)
    - le dinastie islamiche di Persia (Ghaznavidi, gli scià di Corasmia, lo Stato ismailita di Alamut)
    - i popoli turchi,
    - la storia della Cina
    - Storia ebraica,
    - Frangistan (cioè Europa, principalmente Stato Pontificio e Sacro Romano Impero)
    - gli indiani.
3. La Shu'ab-i panjganah ("Cinque genealogie, degli arabi, degli ebrei, dei mongoli, dei franchi e dei cinesi"). Questo testo esiste in due copie del manoscritto nella biblioteca del Palazzo Topkapi a Istanbul (ms 2937), ma è stato pubblicato solo su microfilm.
4. Il Suwar al-aqalim, un compendio geografico. Sfortunatamente, non è sopravvissuto in nessun manoscritto conosciuto.

## Autore
Rashīd al-Dīn Hamadānī nacque nel 1247 ad Hamadan, in Iran, da una famiglia ebrea. Figlio di un farmacista, studiò medicina e si unì alla corte del Īlkhān Abaqa in tale veste. Si convertì all'Islam intorno ai trent'anni. Guadagnò rapidamente importanza politica, e nel 1304 divenne il visir dell'imperatore e musulmano convertito Ghazan Khan. Mantenne la sua posizione fino al 1316, sperimentando tre regni successivi, ma, condannato per aver avvelenato il secondo di questi tre Khan, Öljaitü, fu giustiziato il 13 luglio 1318.
Rashīd al-Dīn Hamadānī fu artefice della creazione di un sistema sociale ed economico stabile in Iran dopo la distruzione delle invasioni mongole e un importante mecenate artistico e architettonico. Ampliò l'università di Rab'-e Rashidi, che attirava studiosi e studenti dall'Egitto e dalla Siria in Cina, e che pubblicò le sue numerose opere. Fu anche un autore prolifico, sebbene poche delle sue opere siano sopravvissute: oltre al Jāmiʿ al-tawārīkh sono noti oggi solo pochi scritti teologici e una corrispondenza probabilmente apocrifa. La sua immensa ricchezza fece dire di lui che era l'autore più pagato in Iran.

## Descrizione

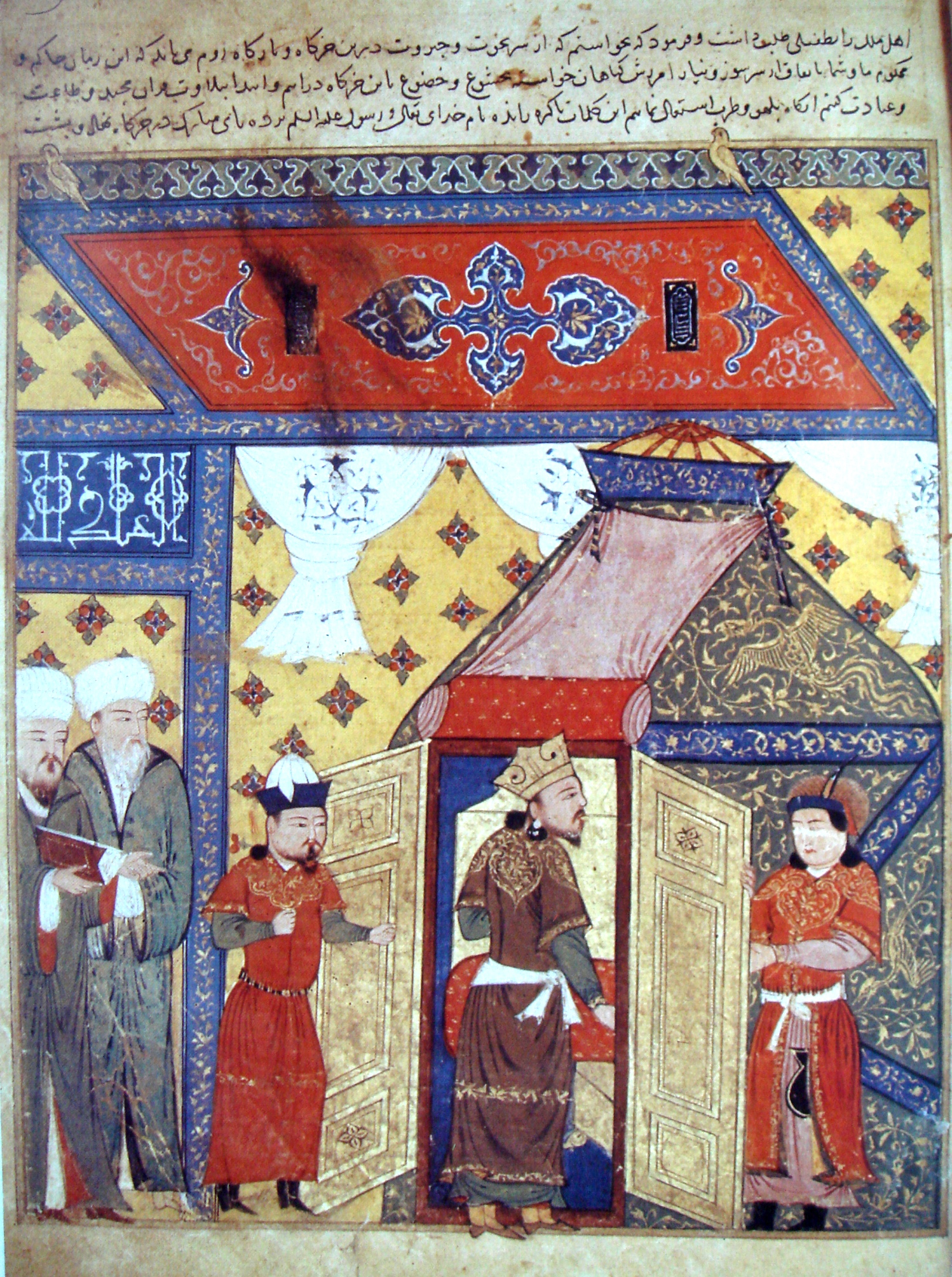
"La conversione di Ghazan Khan all'Islam ", manoscritto timuride Biblioteca nazionale di Francia, Supplemento persiano 1113, c. 1430

Il Jāmiʿ al-tawārīkh fu uno dei più grandiosi progetti del periodo dell'Ilkhanato, «non solo un libro riccamente illustrato ma un veicolo per giustificare l'egemonia mongola sull'Iran.» Il testo fu inizialmente commissionato da Il-Khan Ghāzān, ansioso che i Mongoli conservassero un ricordo delle loro radici nomadi, ora che si erano sedentarizzati e avevano adottato le usanze persiane. Inizialmente l'opera aveva soltanto lo scopo di tracciare la storia dei Mongoli e dei loro predecessori nelle steppe, e prese il nome di Taʾrīkh-ī Ghazānī, che costituisce una parte del Jāmiʿ al-tawārīkh. Per compilare la sua Storia, Rashīd al-Dīn istituì un intero distretto presso l'università di Rabʿ-e Rashīdī nella capitale di Tabriz. Conteneva più edifici, tra cui una moschea, un ospedale, una biblioteca e aule, impiegando oltre 300 persone.
Dopo la morte di Ghāzān, nel 1304, il suo successore Öljaitü chiese a Rashīd al-Dīn di estendere l'opera e scrivere una storia di tutto il mondo conosciuto. Questo testo fu completato tra il 1306 e il 1311.
Dopo l'esecuzione capitale di Rashīd al-Dīn, nel 1318, il distretto di Rabʿ-e Rashīdī fu saccheggiato, ma la copia in lavorazione che era stata creata all'epoca sopravvisse, probabilmente da qualche parte nella città di Tabriz, forse nella biblioteca del figlio di Rashid al-Din, Ghiyath al-Din. Più tardi, il figlio di Rashīd al-Dīn divenne visir, a pieno titolo, e ampliò il distretto universitario, restaurando quello di suo padre. Molte delle composizioni del Jāmiʿ' vennero usate come modelli per la versione illustrata successiva dello Shāh-Nāmeh nota come Demotte Shahnameh.
Nel XV secolo la copia araba si trovava ad Herat, forse rivendicata dopo una vittoria della dinastia timuride. Passò poi alla corte dell'Impero Moghul in India, dove era in possesso dell'imperatore Akbar (r. 1556–1605). C'è poi una fonte secondo la quale passò attraverso le mani degli imperatori Moghul per i successivi secoli. Probabilmente era divisa in due parti a metà del 1700, sebbene entrambe le sezioni rimanessero in India fino al XIX secolo, quando furono acquisite dai britannici. La porzione ora nella biblioteca di Edimburgo fu donata ad Ali-I Ahmad Araf Sahib l'8 ottobre 1761 e nel 1800 era nella biblioteca del principe indiano Farzada Kuli. Questo frammento fu acquisito dal colonnello John Baillie di Leys della Compagnia britannica delle Indie orientali, e poi nel 1876 passò alla Biblioteca dell'Università di Edimburgo. L'altra parte fu acquistata da John Staples Harriott della Compagnia delle Indie Orientali qualche tempo prima del 1813. Ad un certo punto, durante i successivi due decenni, fu portato nella Gran Bretagna, probabilmente quando Harriott tornò a casa in licenza, quando il manoscritto entrò nella collezione del maggiore generale Thomas Gordon che lo lasciò in eredità alla Royal Asiatic Society nel 1841. Nel 1948 fu prestato al British Museum and Library e nel 1980 fu venduto all'asta da Sotheby's, e fu acquistato dalla Fondazione Rashidiyyah di Ginevra per £ 850.000, il prezzo più alto mai pagato per un manoscritto medievale. La Collezione Khalili lo ha acquisito nel 1990.

### Fonti

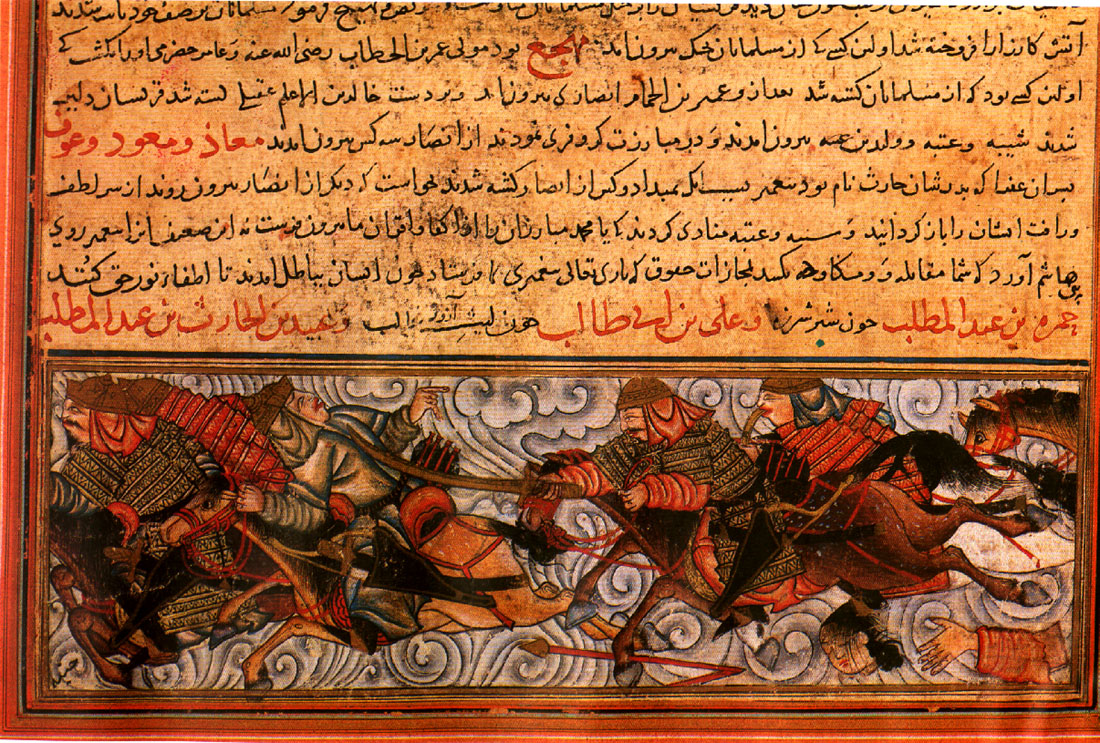
La battaglia di Badr, da Topkapi MS H 1653, 1314

Per scrivere il Jāmiʿ al-tawārīkh, Rashīd al-Dīn basò il suo lavoro su molte fonti scritte e orali, alcune delle quali possono essere identificate:
- dall'Iran, è molto simile al lavoro di 'Ata Malik Juwayni, uno storico persiano che scrisse un resoconto dell'impero mongolo intitolato Tārīkh-i Jahāngushāy, lett. "Storia del conquistatore del mondo". Sempre dall'Iran, attinse allo Shāh-Nāmeh;[9]
- per l'Europa, la Cronaca dei Papi e degli Imperatori di Martino Polono;
- per i Mongoli, sembra che avesse avuto accesso all'Altan Debter, tramite l'ambasciatore del Gran Khan alla corte dell'Il-Khanato;
- per la Cina, l'autore conosceva la traduzione di quattro manoscritti cinesi: tre sulla medicina e uno sull'amministrazione. Inoltre, è noto che era un estimatore della calligrafia, della pittura e della musica cinese. I legami con questo mondo furono resi ancora più facili perché i Mongoli governavano anche la Cina.

### Illustrazioni
Studi recenti hanno notato che, sebbene i primi esempi sopravvissuti siano ormai rari, l'arte figurativa umana era una tradizione continua nel mondo islamico in contesti non religiosi (come la letteratura, la scienza e la storia); già nel IX secolo, tale arte fiorì durante il califfato abbaside (749-1258 circa, in Spagna, Nord Africa, Egitto, Siria, Turchia, Mesopotamia e Persia). Sebbene gran parte dell'illustrazione per le varie copie del Tawarikh sia stata probabilmente realizzata nel complesso universitario di Rabʿ-al Rashidi, un resoconto scritto contemporaneo menziona che furono fatte anche altrove nell'impero mongolo.

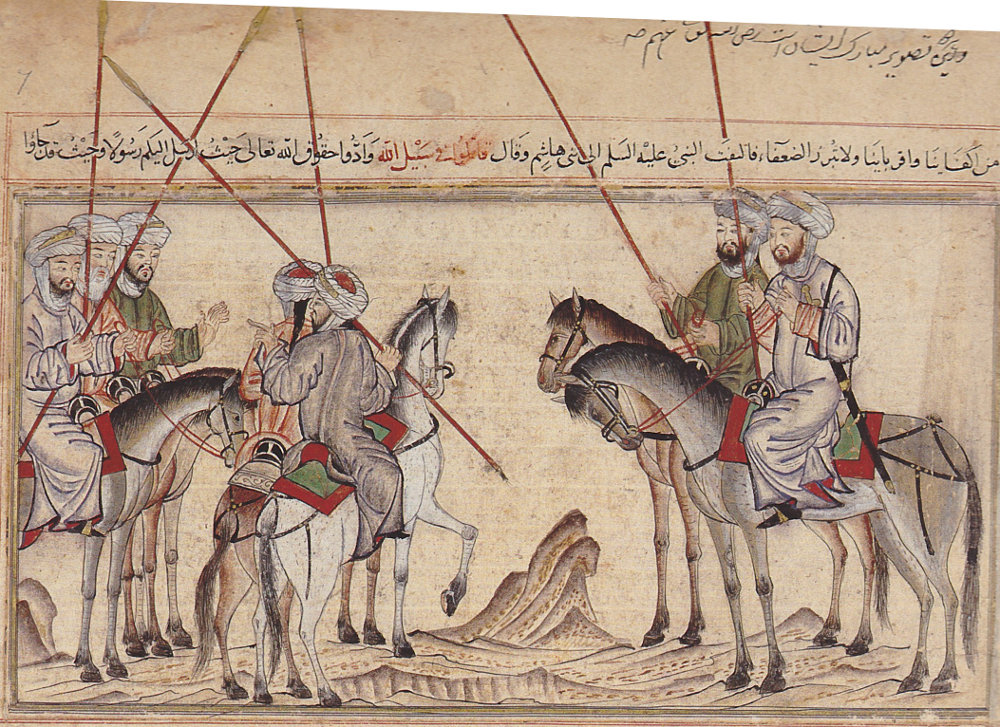
Maometto esorta la sua famiglia prima della battaglia di Badr

La scena, ora nella collezione Khalili, che illustra la battaglia di Badr utilizzava una raccolta di figure di riserva e gli studiosi non sono d'accordo su chi sia rappresentato. Un descrittore dice che mostra Maometto con Ḥamza ibn ʿAbd al-Muṭṭalib e ʿAlī ibn Abī Ṭālib prima di mandarli in battaglia. Un altro dice che Maometto è a destra, ma Ḥamza e ʿAlī a sinistra, o forse al centro. Un'altra descrizione dice che è Maometto che esorta la sua famiglia a combattere e che potrebbe essere una delle figure centrali, ma non è chiaro quale.

### Domande sull'opera
Ci sono poche ragioni per dubitare della paternità editoriale di Rashid al-Din, ma il lavoro è generalmente considerato uno sforzo collettivo. Potrebbe anche essere possibile che sia stato compilato da un gruppo di studiosi internazionali sotto la sua guida. Tuttavia, rimangono una serie di domande sulla scrittura del Jāmiʿ al-tawārīkh. Molti altri, come Abū l Qāsim al-Kashānī, affermarono di aver scritto la storia universale . Rashid al-Din era, ovviamente, un uomo molto impegnato, con la sua vita pubblica e avrebbe impiegato assistenti per maneggiare i materiali assemblati e per scrivere la prima bozza: Abu'l Qasim potrebbe essere stato uno di loro. Inoltre, non tutta l'opera è originale: ad esempio, la sezione sul periodo successivo alla morte di Gengis Khan, in particolare, è direttamente mutuata da Juvayni. Altre domande riguardano l'obiettività dell'autore e il suo punto di vista: si tratta in fondo di una storia ufficiale, riguardante eventi con cui Rashid al-Din, nella sua veste politica, fu spesso coinvolto in prima persona (per la storia dell'Ilkhanato in particolare). Tuttavia, il lavoro "è caratterizzato da un tono concreto e da una rinfrescante assenza di adulazioni".

## Manoscritti contemporanei

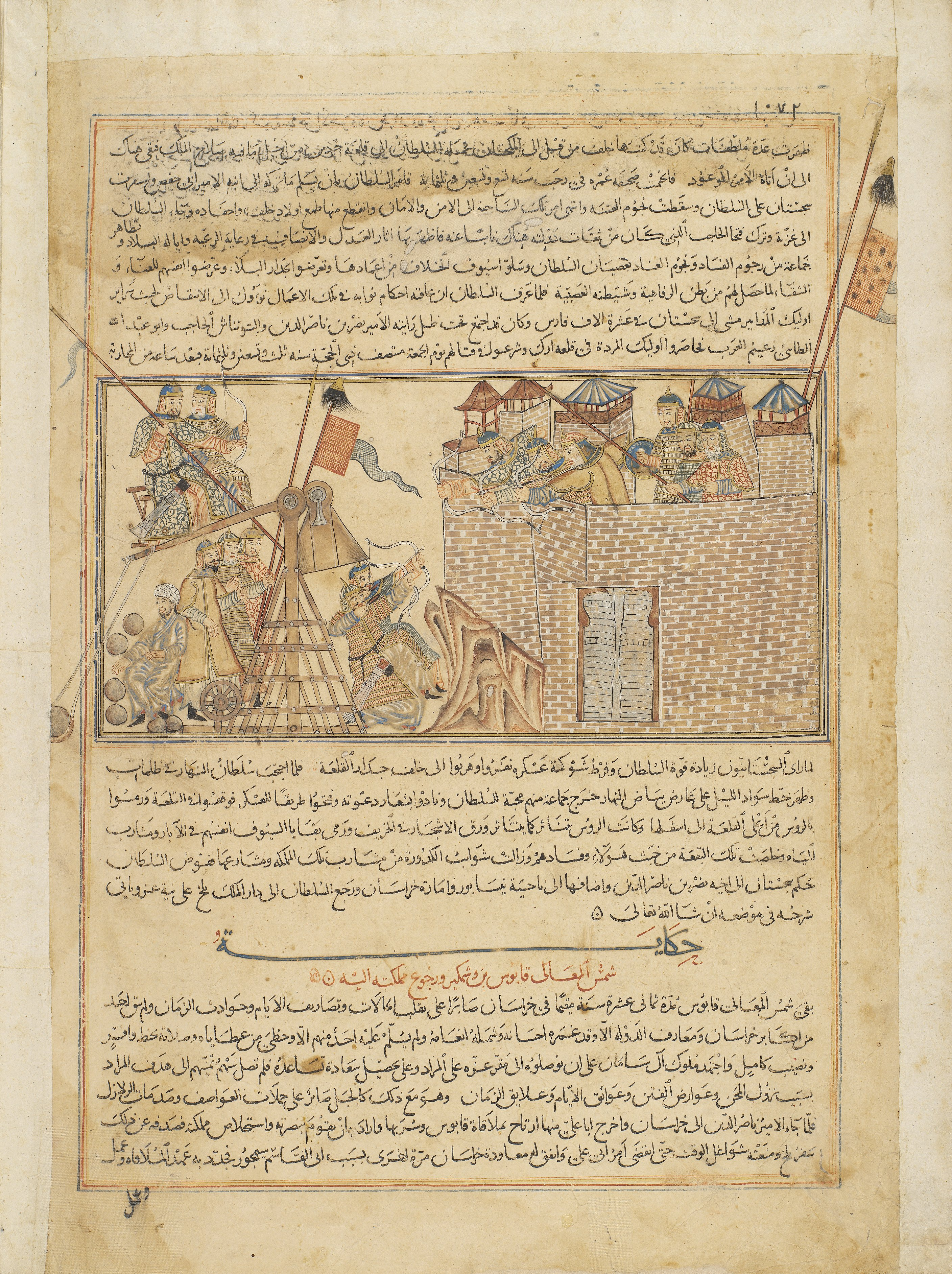
Folio dalla collezione di Edimburgo, che mostra un dipinto in miniatura di mongoli che assediano una città. Da notare gli elementi sporgenti oltre la cornice.

Il Jāmiʿ al-tawārīkh fu per un certo periodo il centro di un'industria, senza dubbio in parte a causa dell'importanza politica del suo autore. Il laboratorio ricevette l'ordine di produrre ogni anno due esemplari del manoscritto, una in arabo e una in persiano, che dovevano essere distribuite in diverse città. Sebbene siano stati prodotti circa 20 manoscritti della prima generazione, ne sopravvivono pochissimi, descritti di seguito. Altre copie successive sono state fatte dal primo esemplare, con alcune illustrazioni e la storia aggiunte per abbinare gli eventi dell'epoca.

### Manoscritti arabi
La prima copia conosciuta è in arabo, datata agli inizi del 1300. Ne è sopravvissuta solo una parte, divisa in due collezioni tra l'Università di Edimburgo (151 fogli) e la Collezione Khalili di arte islamica (59 fogli), sebbene alcuni ricercatori sostengano che provengano da due copie diverse. Entrambe le sezioni provengono dal secondo volume, con le pagine intrecciate. Quella di Edimburgo copre parte della storia precedente attraverso una sezione sul profeta Maometto, e poi questa storia continua nella parte della collezione Khalili, con ulteriori narrazioni che si intrecciano avanti e indietro tra le due raccolte, finendo con la sezione finale che si trova anche nella Collezione di Edimburgo.

#### Folio di Edimburgo
La parte di Edimburgo ha una dimensione di pagina di 41,5 × 34,2 cm, con un'area scritta di 37 × 25 cm, e contiene 35 righe per pagina scritte in calligrafia Naskh. Ci sono alcune omissioni: i fogli 1, 2, da 70 a 170 e la fine; ed è datato al 1306-1307, in un'iscrizione successiva, che è tuttavia accettata. Il testo si articola in quattro parti: la storia della Persia preislamica, la storia del Profeta e i Califfi, la storia dei Ghaznavidi, Selgiuchidi e Atabey, e la storia dei sultani di Corasmia. Questa parte del manoscritto è stata scoperta nel 1800 da Duncan Forbes, che l'ha trovata tra le carte del colonnello John Baillie, quindi questa sezione viene talvolta chiamata "Collezione di Baillie".
Settanta miniature rettangolari adornano il manoscritto, e riflettono la natura cosmopolita di Tabriz al momento della sua produzione. In questa capitale, crocevia di rotte commerciali e influenze, e luogo di grande tolleranza religiosa, arrivavano modelli di pittura cristiani, cinesi, buddisti e altri per alimentare l'ispirazione degli artisti.
Le miniature hanno un insolito formato orizzontale e occupano solo circa un terzo dell'area scritta; questo potrebbe riflettere l'influenza dei rotoli cinesi. Alcune parti del testo superstite sono ampiamente illustrate e altre per niente, a quanto pare riflettendo l'importanza loro accordata. Le miniature sono disegni a inchiostro con l'aggiunta di acquerelli, una tecnica utilizzata anche in Cina; sebbene siano generalmente in buone condizioni, c'è stato un uso considerevole di argento metallico per le lumeggiature, che ora si è ossidato al nero. Si possono vedere anche prestiti dall'arte cristiana; per esempio la Nascita di Maometto adatta la composizione bizantina standard per la Natività di Gesù, ma invece dei Magi biblici che si avvicinano a sinistra c'è una fila di tre donne. La sezione include il primo ciclo esteso di illustrazioni della vita di Maometto. Come altre prime miniature ilkhanidi, queste differiscono dalle relativamente poche illustrazioni di libri islamici precedenti sopravvissute per avere sfondi paesaggistici coerenti nelle molte scene ambientate all'esterno, piuttosto che elementi isolati di piante o rocce. Le impostazioni architettoniche a volte ricevono un senso di profondità dalla visualizzazione di diversi livelli e dall'uso di una vista di tre quarti.
Rice ha distinto quattro grandi pittori e due assistenti:
- il Pittore di Iram: il più influenzato dalla Cina (che si riflette negli elementi cinesi, come gli alberi, l'interesse per il paesaggio e per i personaggi contemplativi). L'opera è caratterizzata da disegno aperto, modellazione minimale, drappeggi lineari, dettagli estesi, composizioni spogliate ed equilibrate, colori delicati e pallidi e un raro uso dell'argento. Dipinse principalmente le prime miniature e potrebbe essere stato assistito dal Maestro di Tahmura.
- il Pittore di Lohrasp: caratterizzato da una varietà di soggetti, tra cui molte scene in trono, uno stile variabile ed eclettico, drappeggi abbastanza severi e spigolosi, una varietà di movimenti, sfondi spogliati e vuoti. La sua assenza di interesse per la pittura di paesaggio mostra una mancanza di influenze cinesi, che è compensata dall'ispirazione dalla pittura araba, siriana e mesopotamica. Il suo lavoro è di qualità variabile e utilizza l'argento in modo sistematico. Il suo assistente: il Maestro delle scene della vita del profeta.
- il maestro delle scene di battaglia: pittore un po' distratto, come risulta evidente quando il numero delle braccia non corrisponde al numero dei personaggi, o manca una gamba ai cavalli. È noto per una completa mancanza di concentrazione e orrore per una forte simmetria; le sue composizioni di solito comprendono due parti faccia a faccia composte da un capo e due o tre seguaci. La decorazione è limitata all'erba, indicata in piccoli ciuffi vegetativi, tranne durante gli assedi e gli attacchi alle città.
- il Maestro di Alp Arslan appare brevemente, alla fine del manoscritto. Il suo stile è crudo e squilibrato, i suoi personaggi spesso mal proporzionati.

Altrettanto distinguibili sono i diversi tipi razziali ed etnici, resi manifesti non solo negli attributi fisici dei personaggi, ma anche nei loro vestiti e nei loro cappelli. Si può così distinguere un gruppo straordinariamente ben osservato di abissini, figure di stile occidentale basate su manoscritti cristiani siriani, cinesi, mongoli, arabi e così via.
I folio di Edimburgo sono stati esposti in una mostra presso la Biblioteca universitaria di Edimburgo nell'estate 2014

#### Folio Khalili

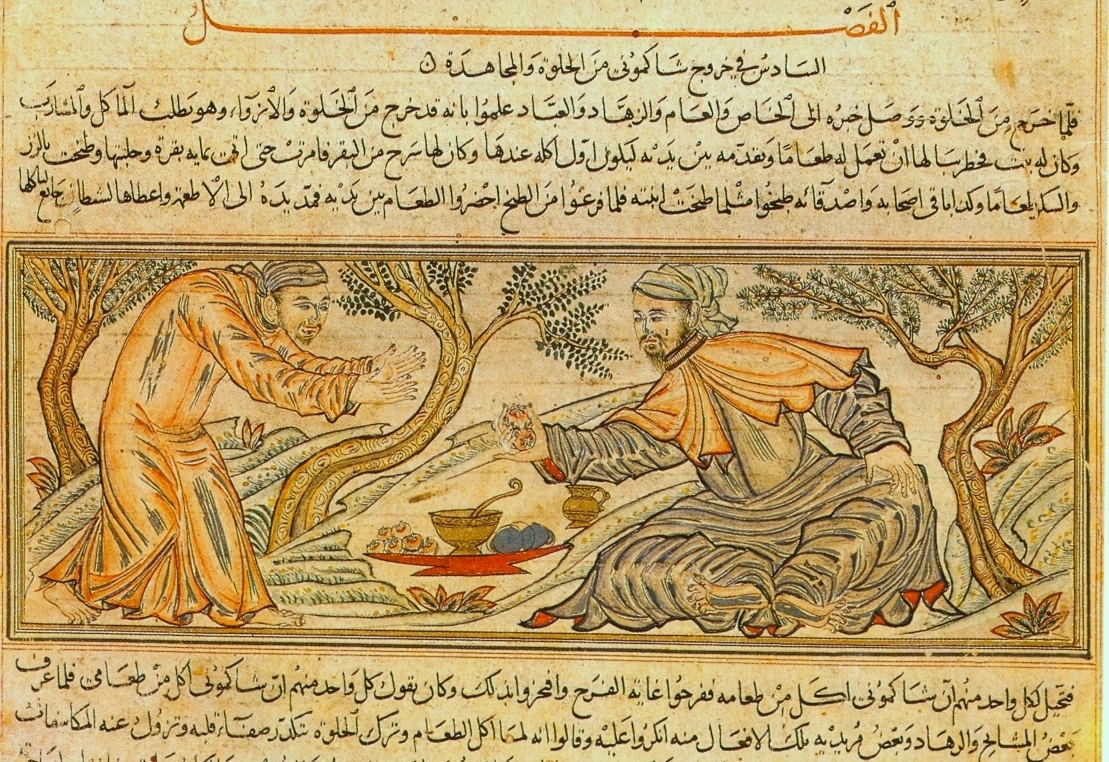
Buddha offre frutti al diavolo, collezione Khalili

La parte nella Collezione Khalili, dove è indicata come MSS727, contiene 59 fogli, 35 dei quali illustrati. Fino alla vendita, nel 1980, era di proprietà della Royal Asiatic Society di Londra. È una sezione diversa della Storia rispetto a quella della versione di Edimburgo, forse da una copia diversa. Ogni pagina misura 43.5 x 30 cm. (dimensioni leggermente diverse dalla porzione di Edimburgo a causa di diversi modelli copiati). Secondo la descrizione di Blair, «Due sezioni principali sono andate perdute dopo la divisione: trentacinque fogli (73-107) che coprono la vita di Maometto fino al califfato di Hisham, e trenta fogli (291-48) che vanno dalla fine dei Khwarazmshah al centro della sezione sulla Cina. Quest'ultimo potrebbe essere stato perso accidentalmente, ma il primo blocco potrebbe essere stato gettato a mare deliberatamente perché non aveva illustrazioni. I fogli sulla vita del Profeta furono ulteriormente confusi e quattro andarono perduti. Anche gli ultimi tre fogli (301-303) che coprivano la fine della sezione sugli ebrei sono andati perduti, forse accidentalmente, ma a giudicare dalla sezione comparabile nel manoscritto H 1653, non avevano illustrazioni e potrebbero anche essere state scartate.»
Il manoscritto fu portato all'attenzione occidentale da William Morley, che lo scoprì nel 1841 mentre stava catalogando la collezione della Royal Asiatic Society a Londra. Per qualche tempo questa collezione è stata esposta nella King's Library del British Museum. Comprende venti illustrazioni, più quindici pagine con ritratti degli imperatori della Cina. Il testo copre la storia dell'Islam, la fine della storia della Cina, la storia dell'India e un frammento della storia degli ebrei. L'opera del Pittore di Luhrasp e Maestro di Alp Arslan è di nuovo evidente. Si possono osservare alcune differenze di stile, ma queste possono essere attribuite alla differenza di data. Appare un nuovo pittore per i ritratti dei capi cinesi, che utilizza tecniche speciali che sembrano imitare quelle dei pittori murali della dinastia Yuan, secondo Sheila Blair: «l'attenzione al tratto e al lavaggio, e l'uso del nero e del rosso vivo. Questo artista sembra avere avuto molta familiarità con la Cina.» I fogli sono datati 1314 e sono stati trascritti e illustrati a Tabriz sotto la supervisione di Rashīd al-Dīn.

### Manoscritti persiani

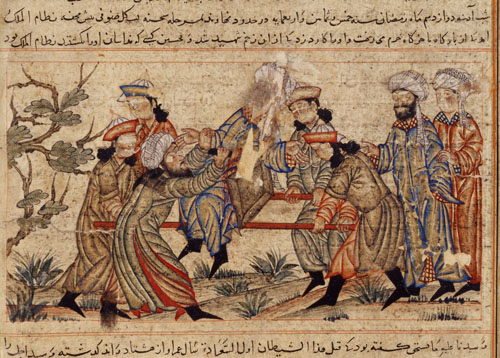
Un Assassino (a sinistra, in turbante bianco) pugnala fatalmente Nizam al-Mulk, un visir selgiuchide, nel 1092, da Topkapi MS H 1653.

Ci sono due copie dell'inizio del XIV secolo in persiano nella Biblioteca del Palazzo Topkapi a Istanbul.
- MS H 1653, realizzato nel 1314, che include aggiunte successive sull'era timuride per il sultano Shah Rukh. La raccolta completa, nota come Majmu'ah, contiene la versione di Bal'ami della cronaca di Muhammad ibn Jarir al-Tabari, il Jāmiʿ al-tawārīkh e la biografia di Tamerlano di Nizam al-Din Shami. Le porzioni del Jāmiʿ coprono la maggior parte della storia di Maometto e del Califfato, oltre alle dinastie post-califfale dei Ghaznavidi, dei Saljuq, dei Khwarazmshah, degli Ismailiti e dei turchi. Contiene 68 dipinti in stile ilkhanide.
- MS H 1654, realizzato nel 1317, che comprende 118 illustrazioni, incluse 21 pagine di ritratti di imperatori cinesi. Fu copiato da Rashīd al-Dīn e, come H 1653, fu in seguito di proprietà di Shahrukh.[21]

### Versioni successive e manoscritti

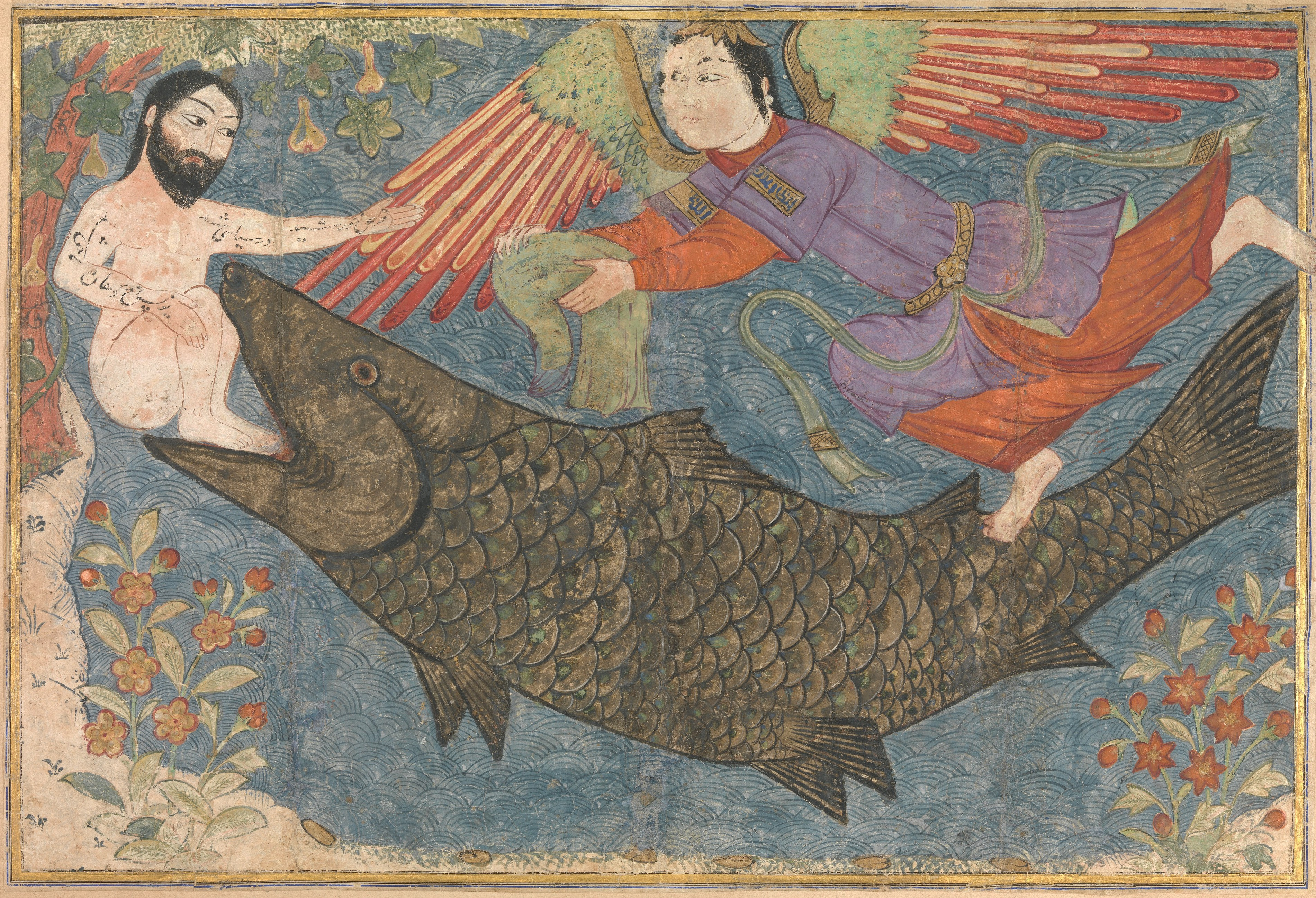
Folio dal "Jami' al-tawarikh". Giona e la balena. (Compendio delle Cronache) c. 1400. Attribuito all'Iran.

L'interesse per il lavoro continuò dopo che gli Ilkhan furono sostituiti come dinastia regnante della Persia dai Timuridi. Il figlio più giovane di Tamerlano Shah Rukh, che governò la parte orientale dell'impero dal 1405 al 1447, possedeva copie incomplete del Jāmiʿ al-tawārīkh e incaricò il suo storico di corte, Hafiz-i Abru, di completarlo. Il primo manoscritto datato realizzato da Shahrukh include il testo originale e le aggiunte di Hafiz-i Abru, insieme ad altre storie, ed è datato 1415-1416 (Biblioteca del Palazzo Topkapi, MS B 282). Il Topkapi MS H 1653, discusso sopra, combina un Jāmiʿ ilkhanide incompleto con aggiunte timuridi, che sono datate 1425. Un altro Jāmiʿ è a Parigi (BnF, Supplément persan 1113), datato al 1430 circa, con 113 miniature. La maggior parte delle miniature di questi volumi copia il formato orizzontale e altre caratteristiche dei manoscritti ilkhanidi, pur conservando altre caratteristiche dello stile timuride nel costume, nei colori e nella composizione, utilizzando quello che a volte è noto come "stile storico".